# 対青山駅
対青山駅（たいせいざんえき）とは、中華人民共和国黒竜江省ハルビン市呼蘭区対青山鎮に位置する浜洲線の駅。

## 歴史
- 1900年　開業。

## 隣の駅
中華人民共和国鉄道部
浜洲線
万楽駅 - 対青山駅 - 里木店駅
座標: 北緯45度55分45秒 東経126度20分19秒 / 北緯45.929178度 東経126.338686度